# Baños de Trillo
Los baños termales de Trillo o baños de Carlos III son un balneario ubicado en el municipio español de Trillo, en la provincia de Guadalajara.

## Historia
Están ubicados en la margen izquierda del río Tajo. Los baños termales fueron construidos durante el reinado de Carlos III. Las instalaciones incluían los baños llamados del Rey, Princesa, Piscina, Condesa y el Hospital.
Ampliados a comienzos del siglo XIX con el impulso Pedro Inocencio Vejarano, obispo de Sigüenza, entraron posteriormente en una fase de decadencia, hasta ser reactivados por un nuevo médico-director, Mariano José González y Crespo, a quien sucedió Marcial Taboada de la Riva. Conocidos también como baños de Carlos III, hacia mediados del siglo XIX tendrían unos 1400 visitantes anuales, entre los que se incluían personas acomodadas, militares y «pobres de solemnidad».
Los baños aparecen descritos en el decimoquinto volumen del Diccionario geográfico-estadístico-histórico de España y sus posesiones de Ultramar de Pascual Madoz de la siguiente manera:

TRILLO (Baños termales de): en la prov. de Guadalajara, part. jud. de Cifuentes. sit. á 1/4 de leg. de la pobl. que les da nombre, en una amenísima cañada, á la falda de un montecito de roble, en la márg. izq. del r. Tajo, su va á ellos desde la v. por un delicioso camino de carruage, adornado de diferentes árboles y arbustos; el edificio, que colocado en una pradera, tiene á su alrededor hermosos y copudos olmos interpolados de asientos de piedra, se halla con bastante comodidad y limpieza, consta de 6 baños; á sus inmediaciones hay un hospital, en el que, durante la temporada de baños, se admiten 6 enfermos de cada sexo en salas distintas, y tiene un oratorio, en el que los dias festivos se celebra el santo sacrificio de la Misa; contigua á estos baños, que se establecieron en el reinado de Carlos III. se ha construido modernamente una casa hospedería, en la que tambien hay 4 pilas; se albergan en ella, asi como en otra que hay junto á la v., y en las casas de esta, que en lo general son cómodas y bien distribuidas, los concurrentes á aprovecharse de los beneficios del establecimiento; en 1777 se hicieron los baños llamados del Rey, Princesa, Piscina, Condesa y el Hospital; en 1804 se aumentaron los destinados á militares y pobres de solemnidad, con la debida separacion, á costa del Ilmo. Sr. ob. de Sigüenza, D. Pedro Inocencio Vejarano, quien tenia preparadas otras mejoras de consideracion, las que abandonó á causa de los infinitos disgustos que sufrió en el pueblo; asi continuó el establecimiento, en un estado de abandono, casi arruinado, sin enseres ni muebles de ninguna clase, hasta el año de 1830 en que fue nombrado médico-director, el que lo es en la actualidad, D. Mariano José González y Crespo, quien con admirable celo y actividad, y venciendo no pocos obstáculos, que se le han suscitado, ha mejorado considerablemente la casa, construyendo la hospedería de la misma, aumentando las pilas, haciendo la nueva hospedería junto á la v., y planteando en debida forma el hospital, llegando su laboriosidad é interés por el crédito de los baños hasta el caso de hacer los oficios de arquitecto, tallista, pintor, selvicultor y cuantos son necesarios para comodidad y recreo de los concurrentes, sin desatender las principales obligaciones de su cargo, las que, haciéndole merecida justicia, llena completa y satisfactoriamente, no solo en la parte científica, sino en la social; las aguas de estos baños contienen gás oxigeno y azoe, hidroclorato de cal é hidrosulfato de la misma base, hidroclorato de sosa, hidroclorato de magnesia, sulfato de cal, ácido hidro-sulfúrico, ácido carbónico, carbonato de hierro y azufre; convienen en todas las enfermedades cutáneas, reumas crónicos, dolores artríticos y gotosos, cólicos nerviosos y otras varias enfermedades: son muy concurridos estos baños; de suerte que pueden computarse los pacientes en 1,400 cada año en esta forma: de 800 á 850 personas bien acomodadas; de 200 á 250 militares, y 320 á 380 pobres; computando el gasto de uno con otro en 320 rs., se calcula un gasto anual en el pueblo por solo la temporada de baños, de 448,000 á 500,000 rs.; los prod. del establecimiento se calculan en 20,000 rs., que se invierten en mejoras del mismo y pago de los sirvientes.
(Madoz, 1849, p. 158)

En el siglo XX, los baños, después de ser cerrados, llegaron a convertirse en leprosería. Tras quedar afectados por la guerra civil, los edificios fueron en buena parte demolidos. El lugar terminó décadas después en manos de la Junta de Comunidades de Castilla-La Mancha. En el siglo XXI se reconstruyó un balneario de nueva planta, gestionado por una empresa privada.